# Мопед

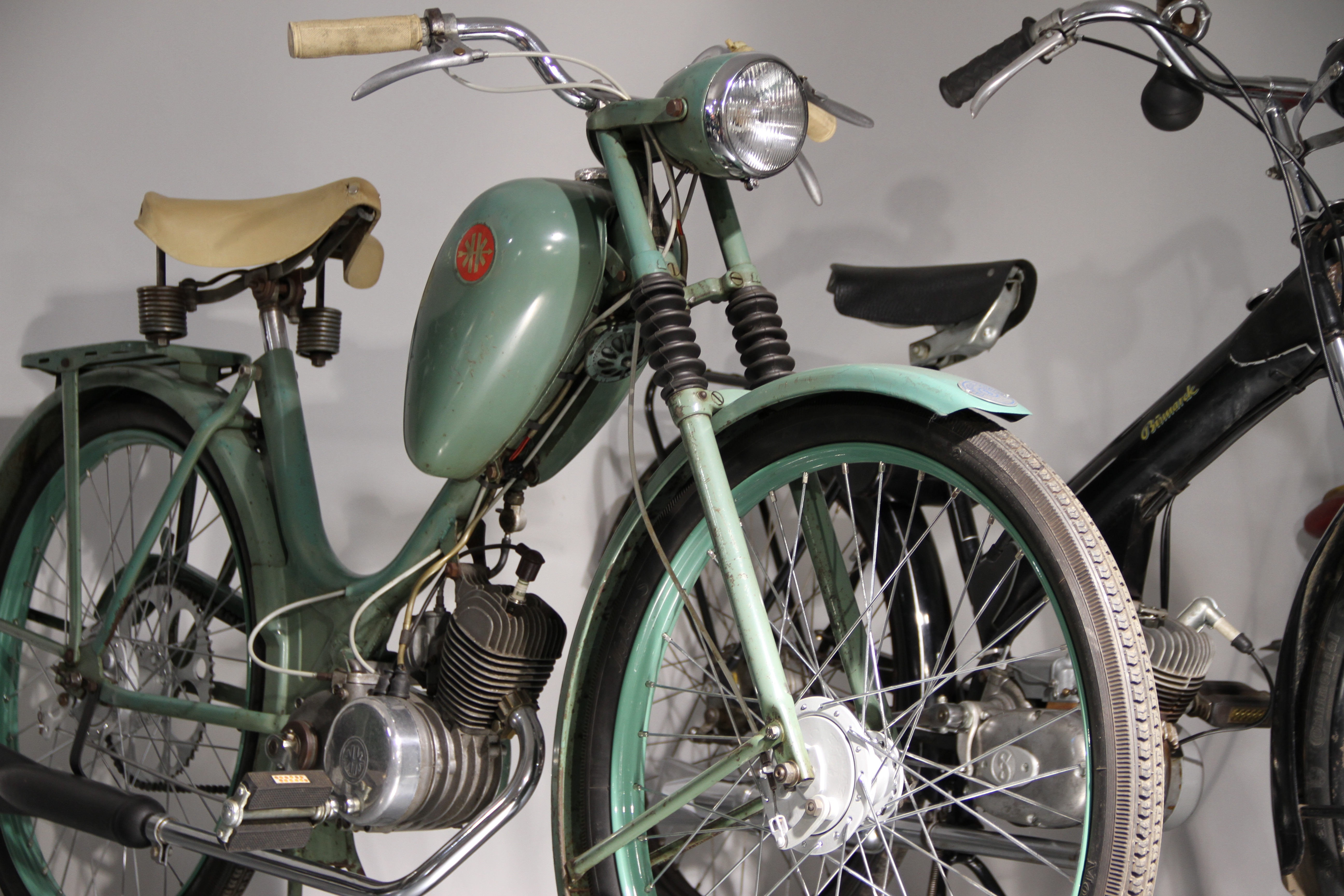
Мопед Kreidler K-50, Германия, 1954 год. Один из первых классических мопедов. Оснащён двигателем с рабочим объёмом 50 см³ мощностью 2,2 л. с., скорость 50 км/ч

Мопе́д — лёгкое двух- или трехколёсное механическое транспортное средство, к которому дорожная полиция предъявляет менее строгие требования, чем к полноценным мотоциклам. По ПДД РФ — максимальная конструктивная скорость не превышает 50 км/ч, имеет ДВС до 50 см³ или электродвигатель мощностью более 0,25 кВт и менее 4 кВт в режиме длительной нагрузки. К мопедам приравниваются квадроциклы, имеющие аналогичные технические характеристики.
Разграничение мотоциклов и мопедов в ПДД связано с тем, что мотоцикл может ехать в общем потоке автомобилей, а мопед едет существенно медленнее.
Популярность мопедов определяется в первую очередь тем, что они не требуют государственной регистрации, техосмотров и обязательного страхования в Российской Федерации. Кроме того, мопеды сто́ят довольно дёшево и расходуют мало бензина. Первые мопеды представляли собой велосипеды, к которым был приделан мотор.

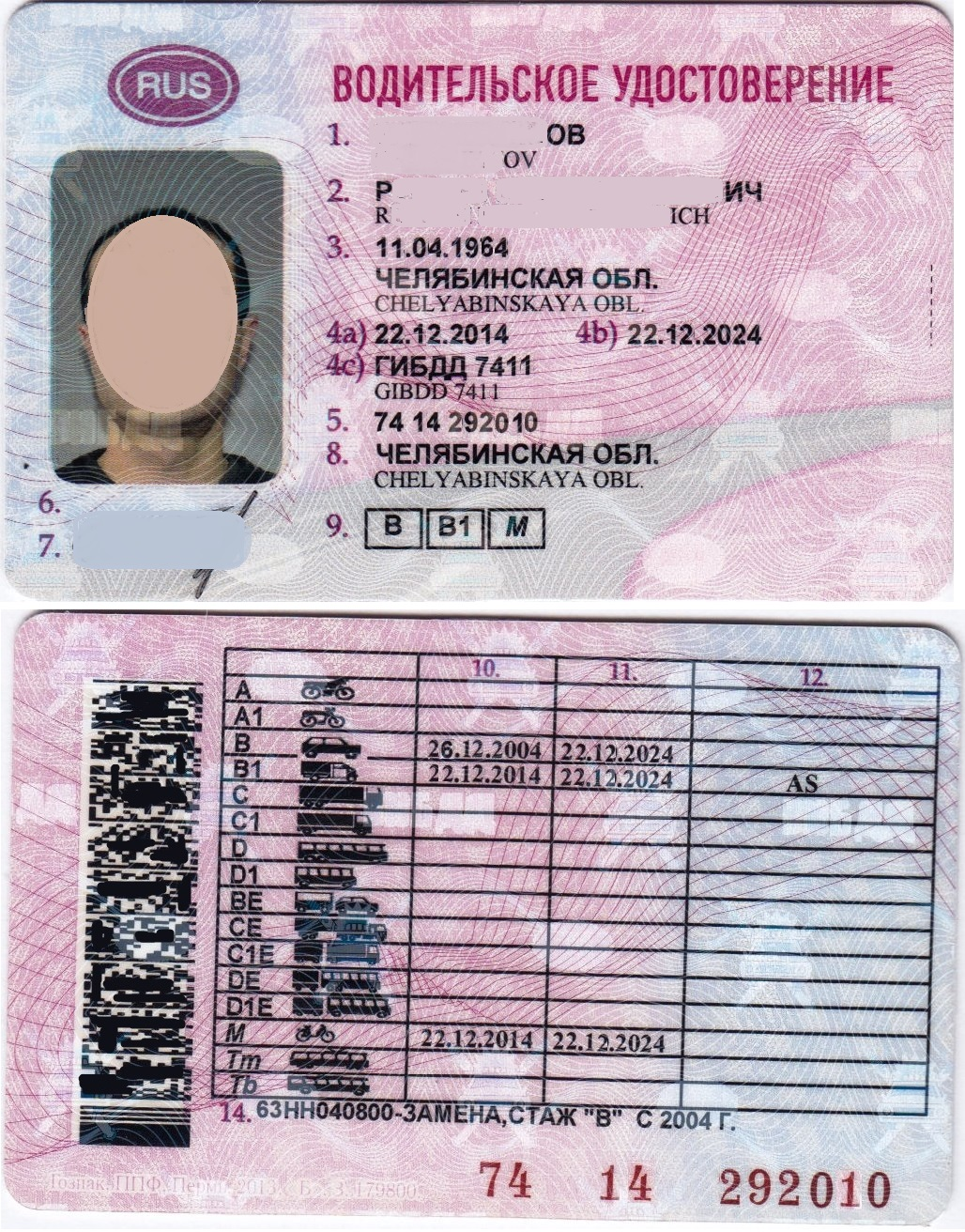
Российское водительское удостоверение с автоматически открытой категорией «M» (мопеды)

В Российской Федерации для управления мопедом введены права категории «М» (кроме владельцев прав любой другой категории).

## История

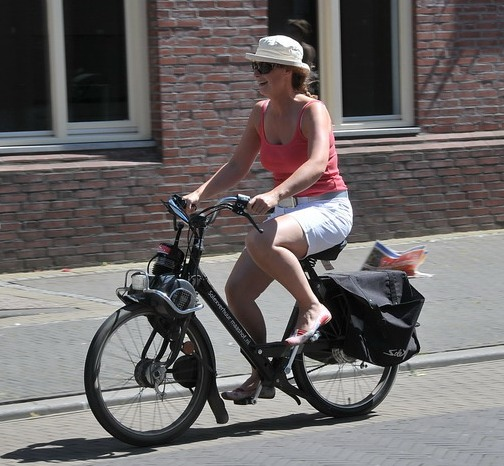
Велосипед с мотором фирмы VéloSoleX

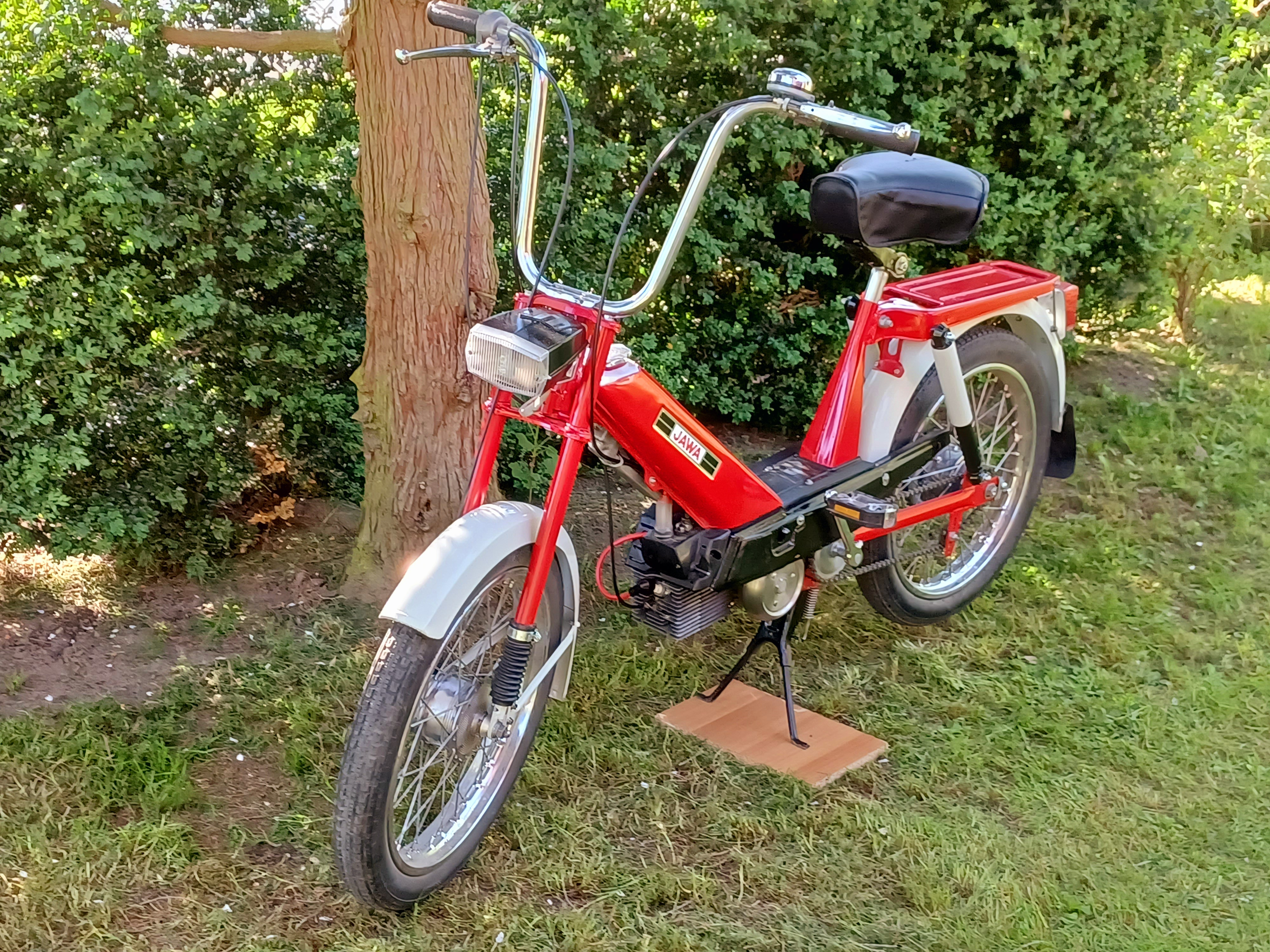
Мопед «Бабетта» (Ява)(скорее мотовелосипед, потому что есть привод от педалей)

В конце 1920-х годов, в период мирового кризиса, в Европе возросла потребность в дешёвых и экономных транспортных средствах. К тому времени уже серийно производились мотоциклы, тяжёлый и технически сложный двухколёсный транспорт. Многие изобретатели не могли удержаться от соблазна установить компактный бензиновый двигатель упрощённой конструкции, без коробки передач, на велосипеды.
Одними из первых массовое производство веломоторов и мотовелосипедов начали немецкие фирмы ILO и Fichtel & Sachs. Уже в конце 1930-х годов в Германии насчитывались десятки производителей вспомогательных веломоторов с рабочим объёмом 60, 74 и 98 см³ для велосипедов различной конструкции.
После Второй мировой войны производство мотовелосипедов как недорогого транспортного средства также возросло. Совершенствовались и конструкции двигателей, появились компактные моторы со встроенным в картер педальным приводом, редуктором с двумя передачами. Некоторые производители создавали специальные велосипеды с усиленными рамами, амортизированными передними вилками, оснащали их улучшенными тормозами, увеличенными шинами.
Поэтому в странах Западной Европы возникла необходимость законодательного приведения технических требований к этому виду лёгкого мототранспорта, и чётко отделить их от мотоциклов. В частности, в ФРГ с 1 января 1953 было определено правилами дорожного движения, что мотовелосипеды могут оснащаться двигателем с рабочим объёмом до 50 см³ и весить до 33 кг.
В СССР, до появления мопедов (и самого термина «мопед», ориентировочно 1958—1961 гг.) велосипеды и первые специализированные лёгкие транспортные средства, оснащённые односкоростными двигателями типа Д-4, называли мотовелосипедами. Например, мотовелосипеды ХВЗ В-901, Рига-18, ЛВЗ В-902.
Название мотовелосипед, или велосипед со вспомогательным двигателем, было сложным, поэтому был объявлен конкурс на новое название этого класса мототранспорта. В 1953 году на международной выставке веломототехники IFMA был назван победитель — это был шведский вариант: «Moped», который сочетал слова «Motor» и «Pedal». Именно в то время немецкая фирма Kreidler выпустила мотовелосипед К-50 с двухскоростным двигателем и встроенными велосипедными педалями, которые служили в первую очередь для запуска двигателя (также как вспомогательный привод при езде в гору) и весом 33 кг, что полностью соответствовало требованиям новых правил. Таким образом были выработаны технические требования и ПДД для класса мопедов, известные в истории дорожного движения как реформа «Lex Kreidler».
В Советском Союзе первый мопед Рига-1 был выпущен в 1961 году, это была копия чехословацкого мопеда Jawa, который был, в свою очередь, создан на немецких образцах. В 1967 году на Львовском мотозаводе началось массовое производство мопедов МП-043 с двухскоростным двигателем, который стал основой для создания серии популярных мопедов «Верховина».
В странах, где сильна велосипедная культура (особенно в Азии), велосипед с мотором особенно популярен. В 1996 г. в Шанхае было 370 000 велосипедов с мотором и 470 000 других транспортных средств.

## Конструктивные типы

### Мотовелосипед (односкоростной мопед)
Мотовелосипед (предшественник мопеда) имеет обычный велосипедный педальный привод с цепной передачей на заднее колесо, с муфтой свободного хода и тормозом во втулке заднего колеса; тормоз включается вращением педалей в обратную сторону. На заднем колесе установлена также ведомая звёздочка цепной передачи от двигателя (жёстко, без муфты свободного хода). Ведущая звёздочка этой передачи установлена на одном валу с двигателем, однако валы звёздочки и двигателя могут разъединяться фрикционной муфтой (сцеплением). Для выключения сцепления служит рычаг на левой ручке руля. Коробки передач нет, но часто имеется редуктор. Правая ручка руля вращается и служит для управления дроссельной заслонкой карбюратора («ручка управления газом»). На правой ручке руля устанавливается также рычаг переднего тормоза.
Запуск двигателя обычно осуществляется так: водитель выжимает сцепление, трогается с места по-велосипедному, после набора скорости плавно отпускает сцепление и вал двигателя начинает вращаться. После этого можно ехать на моторе. Поскольку коробка передач отсутствует, то на крутых подъёмах нужно «помогать» двигателю, вращая педали. При кратковременных остановках можно не глушить двигатель, а просто выжать сцепление; в этом случае можно тронуться с места, просто прибавляя газа и плавно отпуская сцепление; в сложных условиях нужно помогать педалями.
В целом это повторяет схему самых первых мотоциклов. Конструкция очень простая и лёгкая. Часто такие мопеды называют «газовыми мопедами», «газульками» или «газовиками», имея в виду, что они управляются одной ручкой газа, без какого-либо переключения передач. Официально их сейчас называют мотовелосипедами, чтобы отличить их от других вариантов мопедов (несмотря на то, что сам термин «мопед» образован слиянием слов «мотоцикл» и «велосипед»). Иногда встречается название «мофа» (нем. Mofa = Motor-Fahrrad). Мофа — мопед с конструктивно ограниченной скоростью, максимальная скорость мофы 25 километров в час. Мофа появилась в связи с введением в Европе прав на управление мопедом.
Несмотря на своё название мотовелосипеды редко годятся для езды в велосипедном режиме — с выключенным мотором, за счёт вращения педалей ногами. Это связано в первую очередь с тем, что очень велика нагрузка на ноги, а во вторую — с тем, что у мопедов седло широкое и низко расположенное; это повышает комфорт при езде с работающим мотором, но делает неудобной езду в велосипедном режиме. Кроме того, передаточное отношение цепной передачи от педалей на колесо делают достаточно низким для облегчения трогания с места и запуска двигателя. Седло у разных моделей находится на разной высоте и имеет разную форму.
Существуют также «велосипеды с подвесным двигателем», переделанные из обычных велосипедов (есть фирмы, выпускающие для этого специальные комплекты); в этом случае может сохраняться возможность езды в велосипедном режиме. Тем не менее, такая езда будет затруднена из-за увеличившейся массы велосипеда (на 8-10 кг) и необходимости прокручивать моторную цепь и диск сцепления, на что требуется некоторое усилие.
Примеры мотовелосипедов: «Кроха», «ЗИФ-77», «Рига-5», «Рига-7», «Рига-11», «Рига-13».
Кроме того, на базе дорожных велосипедов марки «Украина» и подростковых велосипедов «Орлёнок» изготавливались самодельные мотовелосипеды. Шатуны выгибали таким образом, чтобы они не задевали за двигатель Д-4, Д-5, Д-6, Д-8, задняя звёздочка изготовлялась из ведущей звёздочки велосипеда и крепилась на заднем колесе с помощью стальных полуколец с прокладками из резины, звёздочка и полукольца стягивались болтами М6, топливные баки использовались от заводских моделей. Также в продаже имелись детали заводского изготовления, специально предназначенные для оснащения велосипеда мотором: изогнутые шатуны, рукоятки газа, рычаги сцепления, задние звёздочки с комплектом крепежа.

### Мопед с педалями и коробкой передач
Педальный узел совмещён с коробкой передач.
Коробка передач (как правило, двухскоростная) существенно улучшает ходовые качества мопеда. Часто переключение передач осуществляется поворотом левой ручки на руле (её можно повернуть после нажатия на рычаг сцепления).
Как и в случае с «классическим» мопедом, можно запустить двигатель, вращая педали, или помочь двигателю в тяжёлых дорожных условиях.
Примеры таких мопедов: «Верховина», «Рига-1», «Рига-3», «Рига-4».

### Мокик
Мо́кик — это мопед с коробкой передач и без велосипедного привода (термин связан с тем, что у мокиков запуск двигателя производится кик-стартером — хотя многие снабжены и электростартером).
Так как педалей нет, водитель не может помочь двигателю в тяжёлых дорожных условиях.
Переключение передач осуществляется ножным рычагом слева (или левой ручкой на руле у «Карпат», «Дельта»), справа расположена педаль заднего тормоза.
По конструкции мокики близки к лёгким мотоциклам и отличаются от них только меньшим рабочим объёмом двигателя.
Примеры таких мопедов: «Карпаты», «Рига-16», «Рига-22», «Дельта», ЗИД-50 «Пилот», «Иж 2.673 Корнет», «Simson», «Jawa 50 typ 20».

### Скутер
В настоящее время очень широко распространились мопеды, сделанные по схеме мотороллера (скутера). У скутеров чаще всего вместо механической коробки передач устанавливают клиноремённый вариатор; сцепление автоматическое центробежное. Задний тормоз у скутеров управляется рычагом на левой ручке руля, передний как и у мотоциклов на правой ручке.

### Электромопед

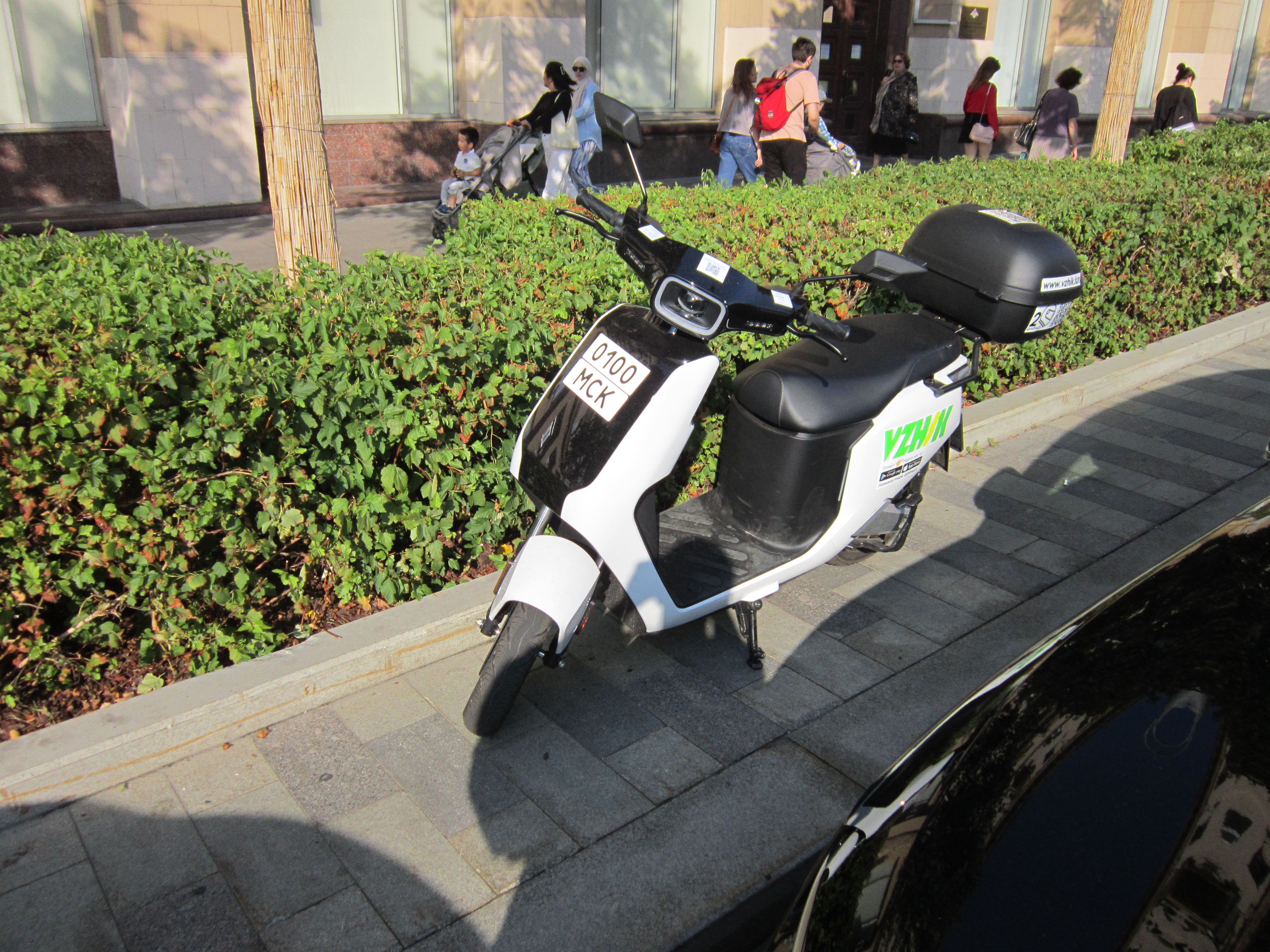
Электромопед NMoto NCS сервиса «Vzhik» в Москве. Сервис «Vzhik» был запущен в Москве в августе 2024 года

Мопед, оснащённый электродвигателем или мотор-колесом. Часто такие мопеды могут предлагаться напрокат (например, в европейских странах их предлагает компания Tier Mobility).

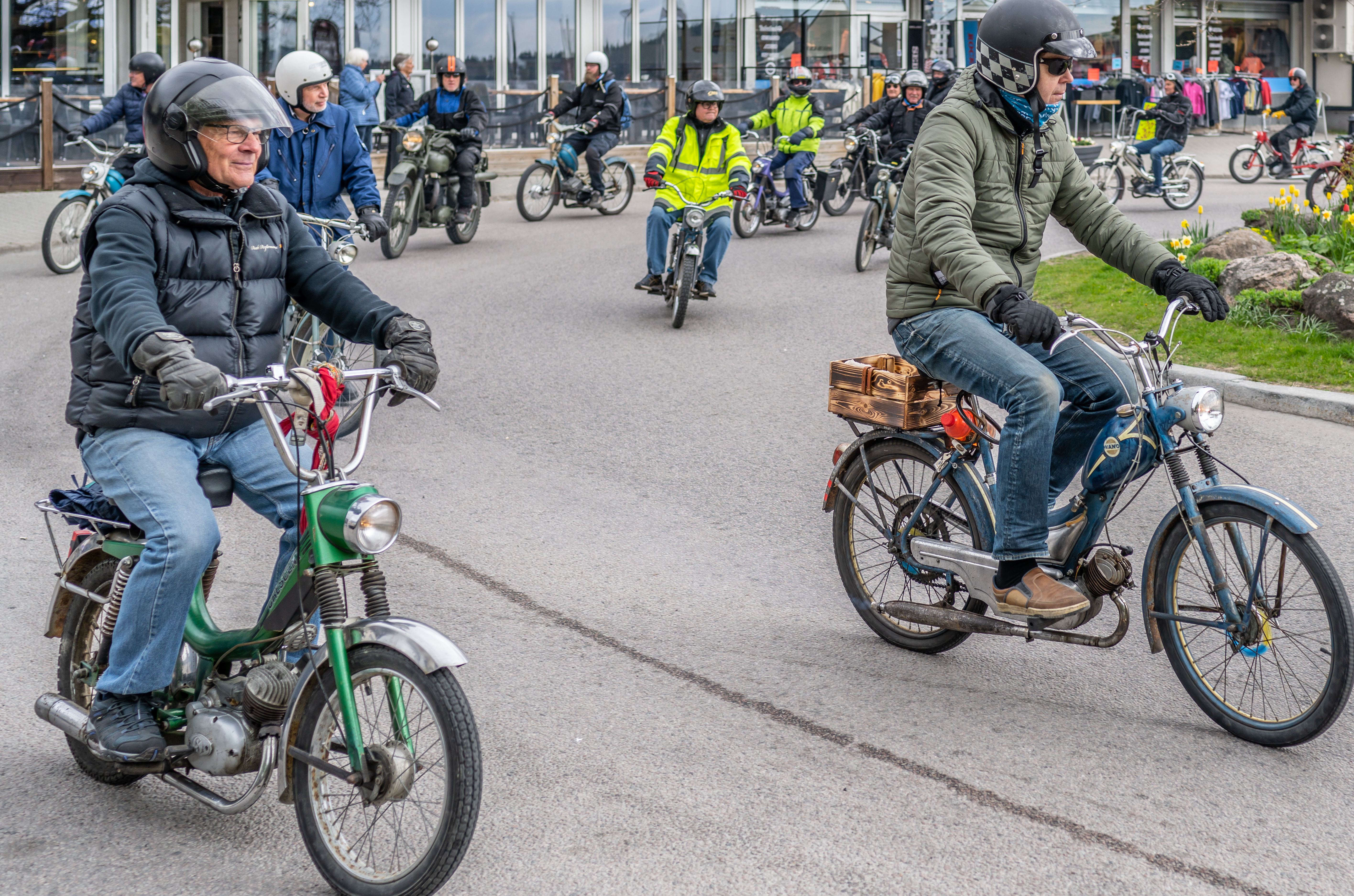
Шведские мужчины в мотошлемах на мопедах
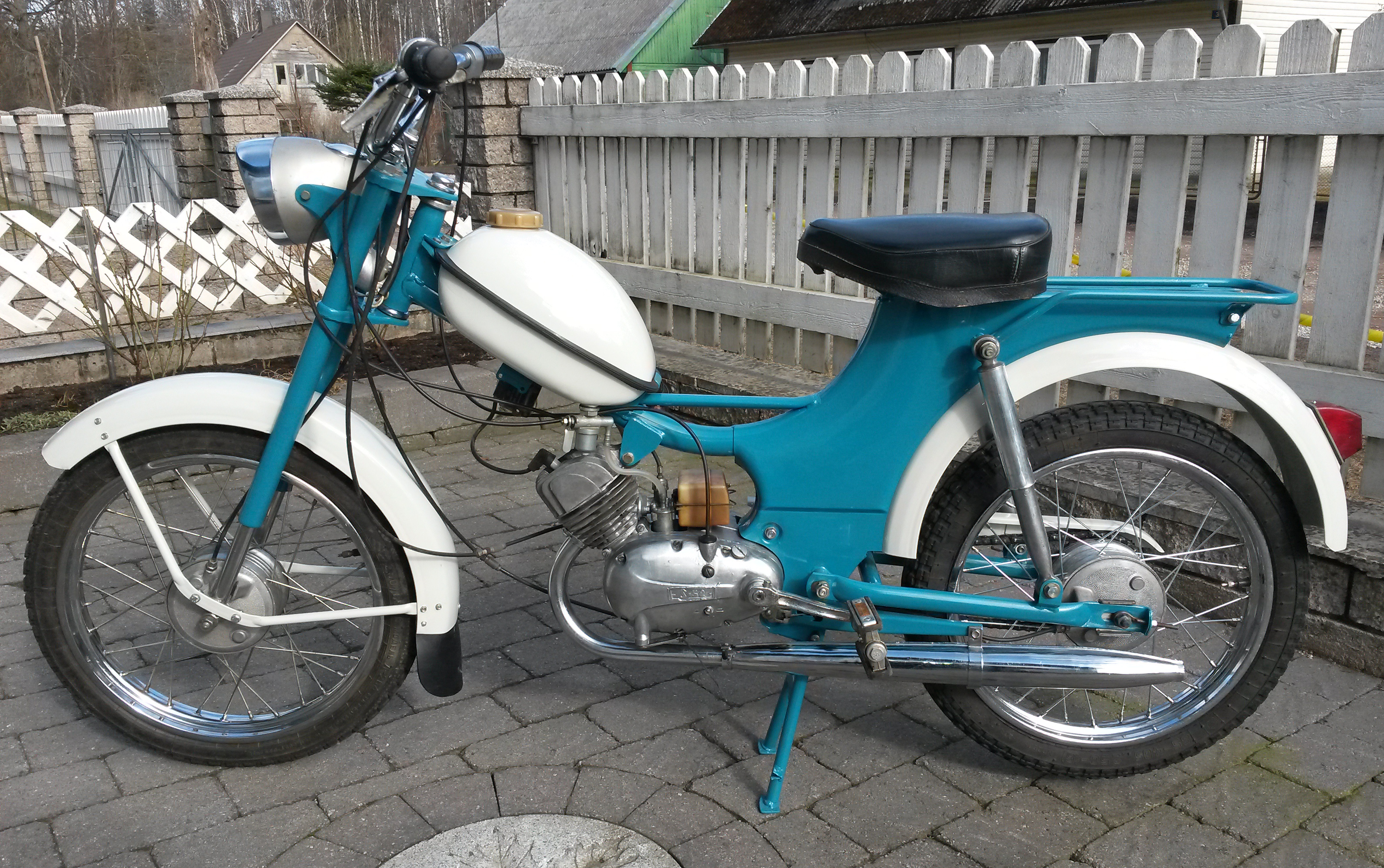
советский мопед «Рига», на советских мопедах в штатной комплектации зачастую отсутствовали указатели поворотов и зеркала
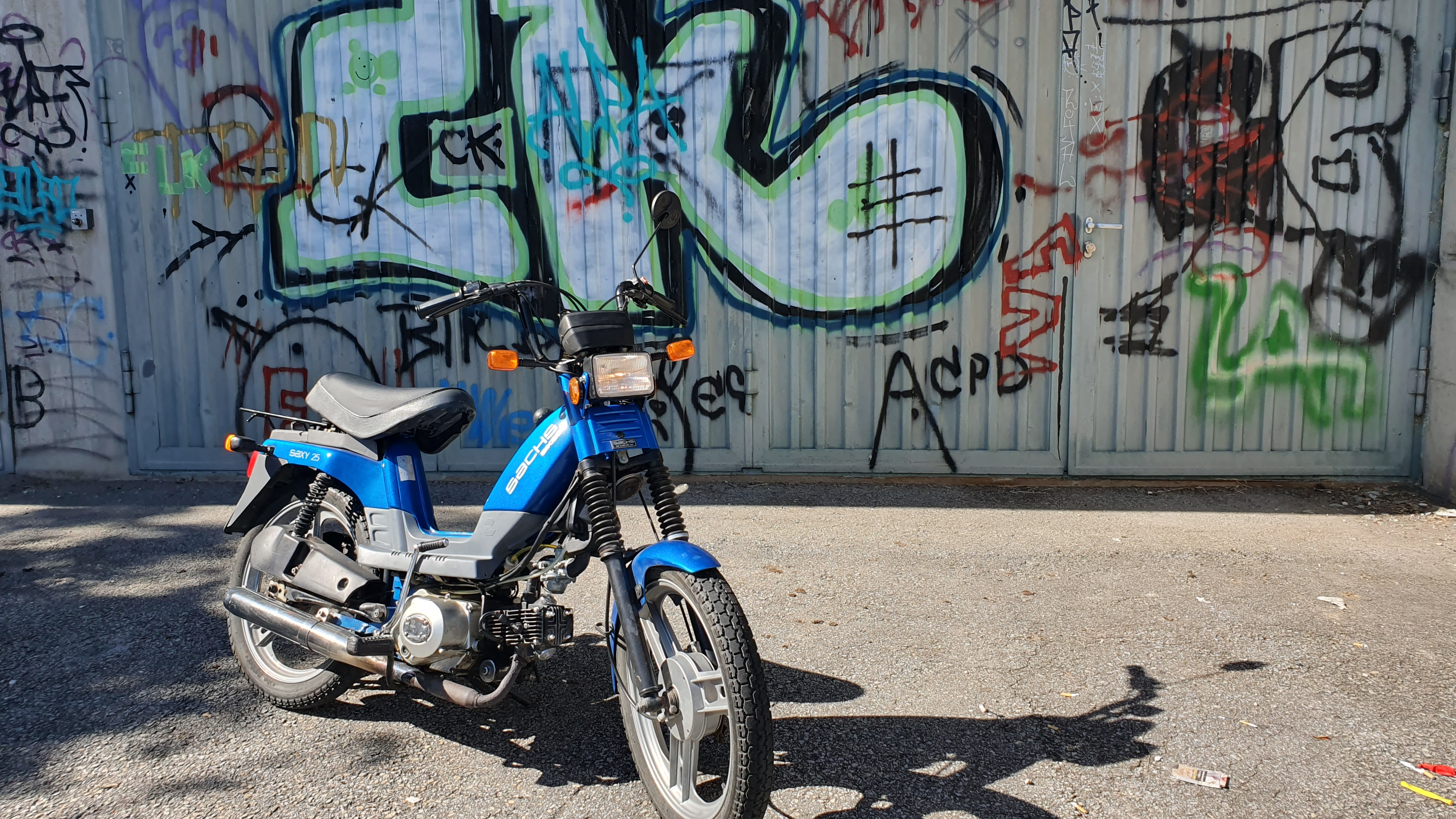
мопед (мокик) с указателями поворотов и зеркалом заднего вида
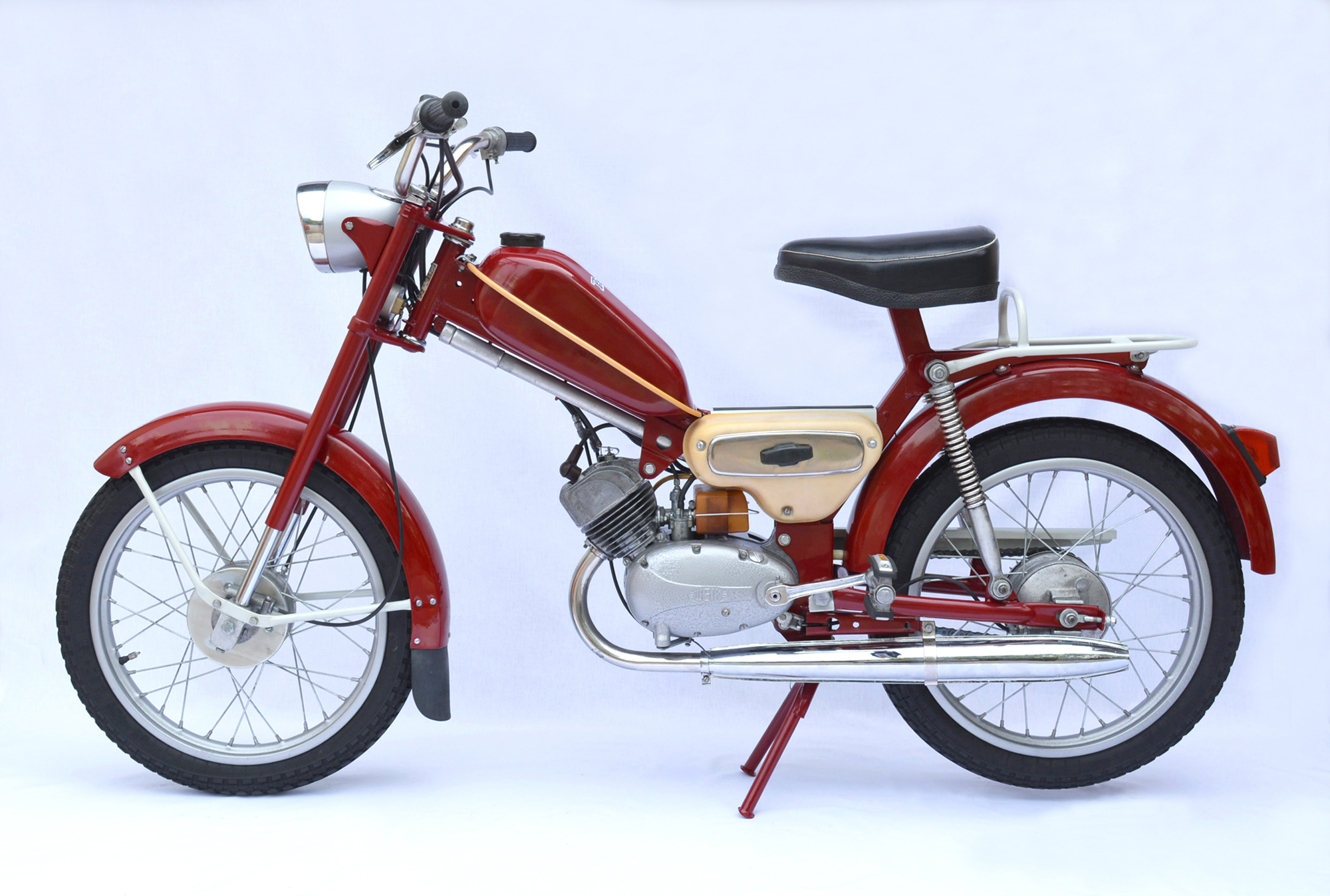
советский мопед «Верховина»
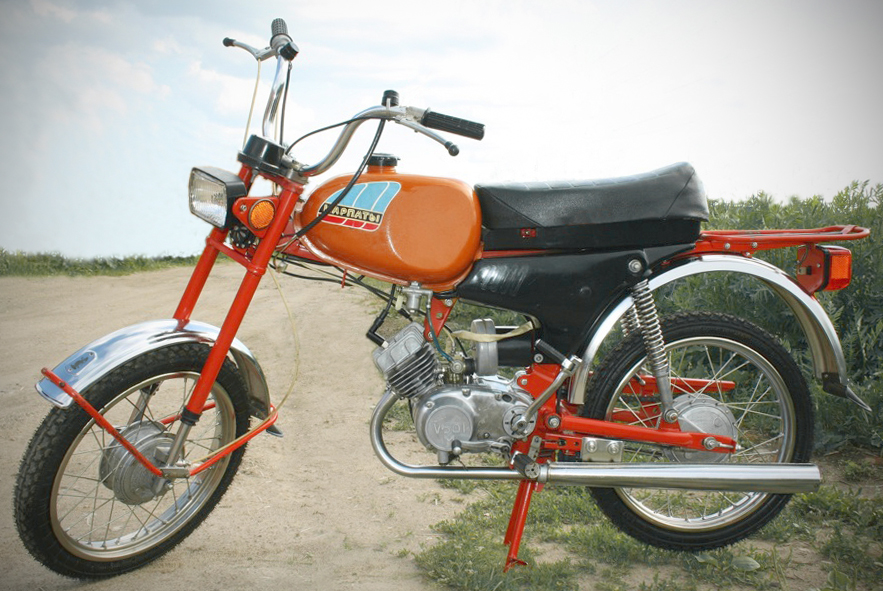
советский мокик «Карпаты»
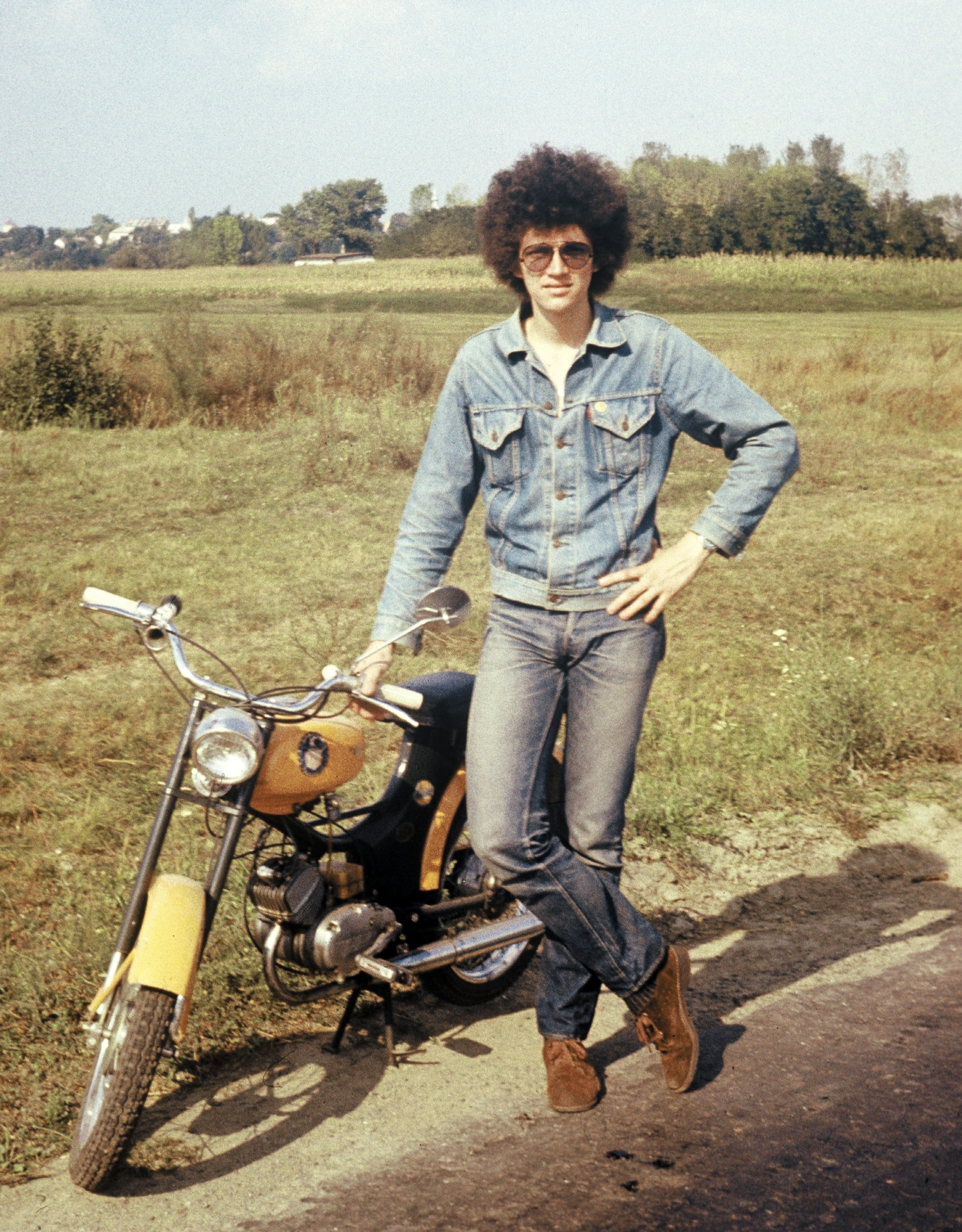
советский мопед Рига-12 в Венгрии 1976 год
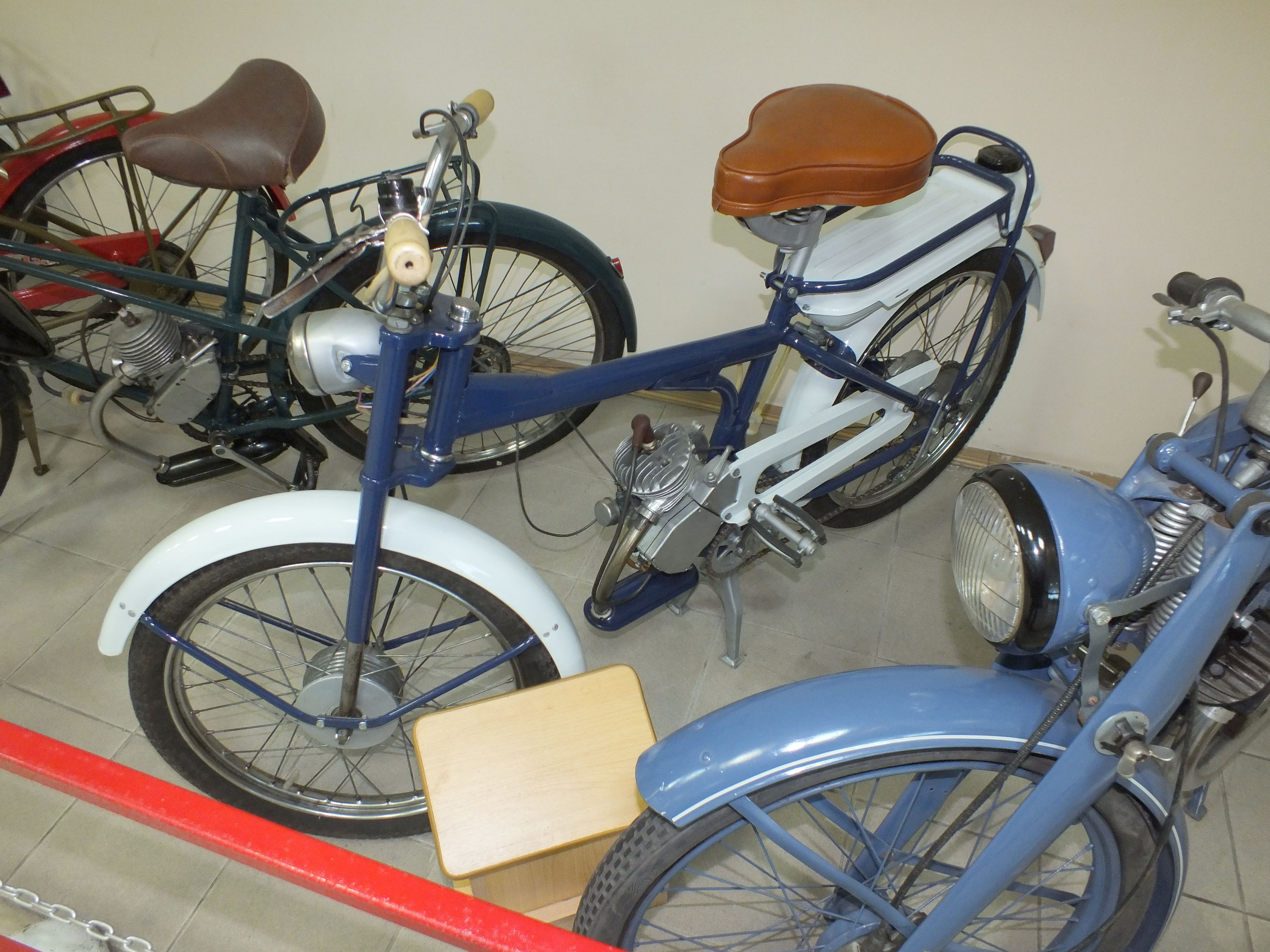
Мопед «Рига-11»
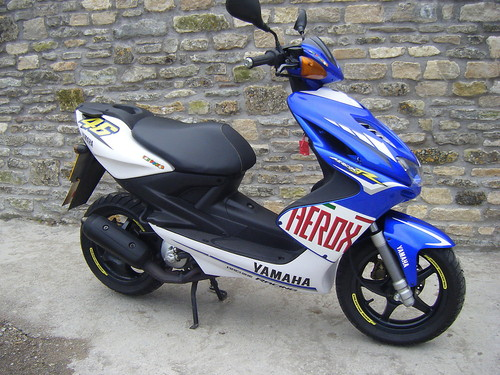
Yamaha YQ50 Aerox R, двигатель рабочим объёмом 49 кубических сантиметров
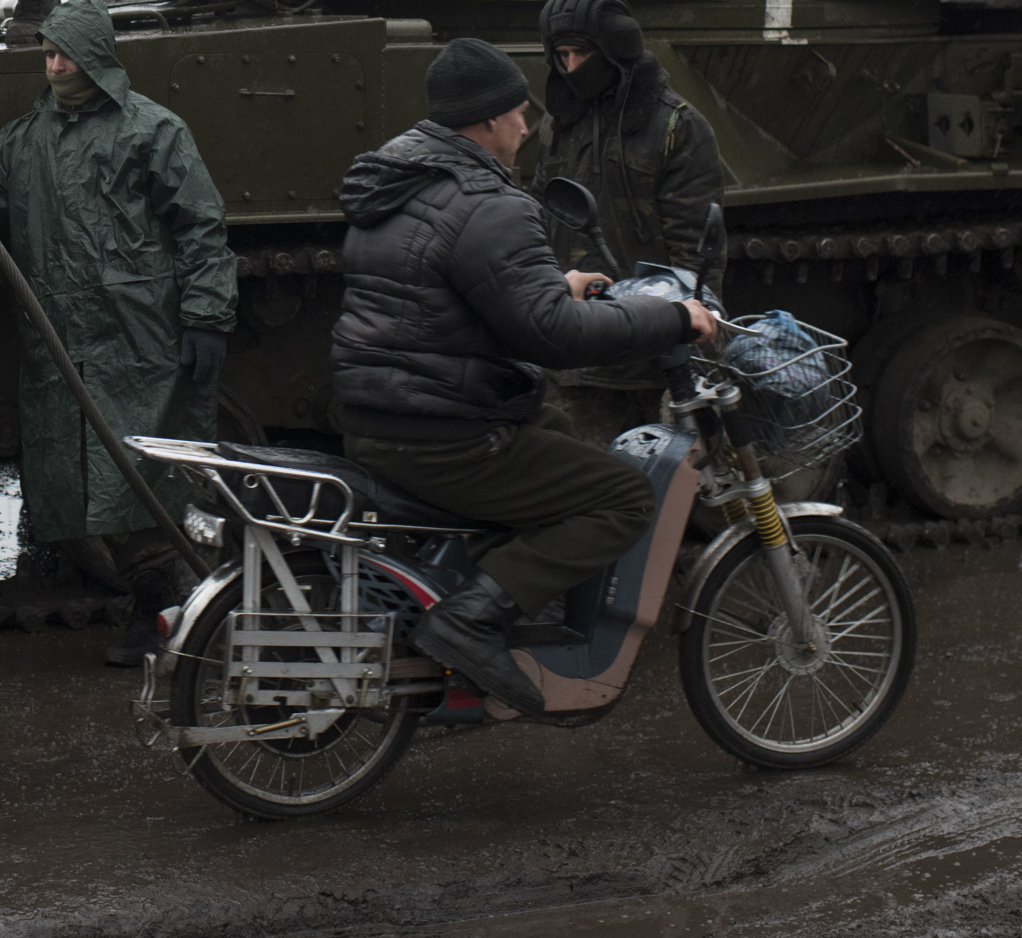
Современный китайский мопед с корзиной
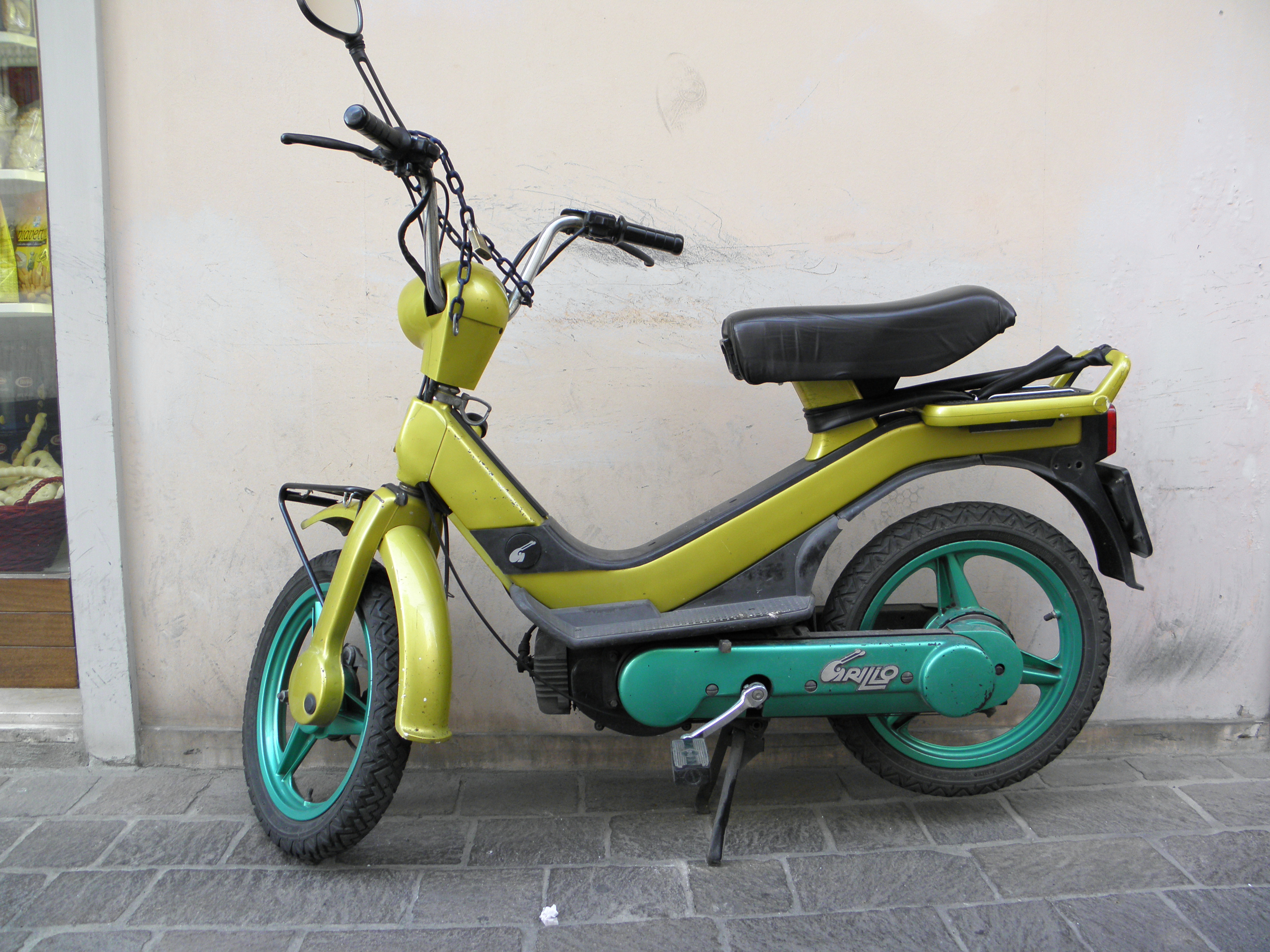
Итальянский мопед «Piaggio Grillo»
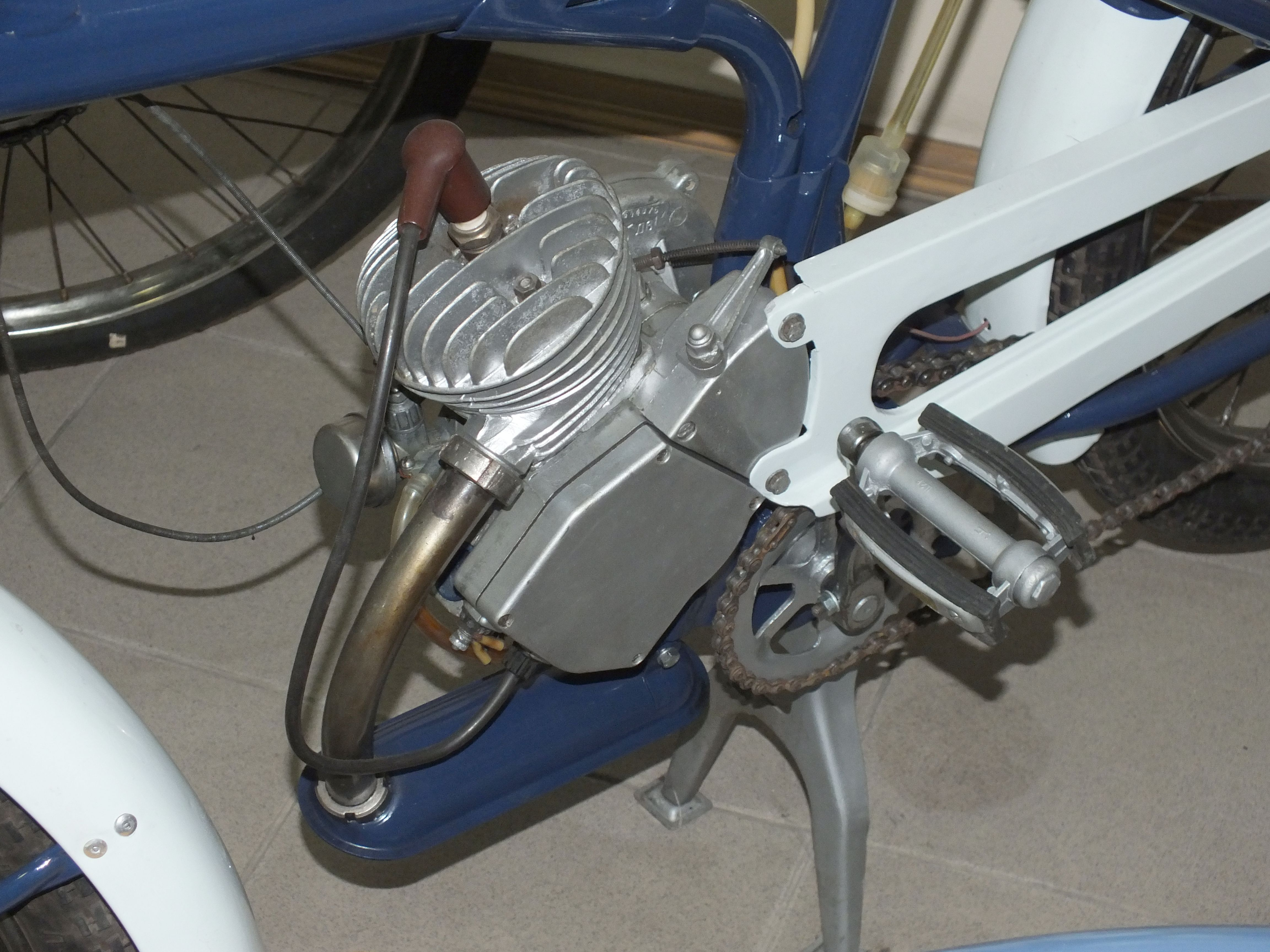
Мопед «Рига-11»: двигатель Д-6 отдельно, велосипедная каретка с педалями отдельно